# Kim Yugyeom
Kim Yu Gyeom (김유겸) também conhecido como Yugyeom (Gyeonggi Namyangju Dongdong – Coreia do Sul) é um cantor, dançarino, modelo, produtor musical e compositor  sul-coreano. Ele é popularmente conhecido por ser o integrante do grupo de k-pop GOT7, tendo estreado nele em 2014 através do selo da gravadora JYP Entertainment. Estudou na Hanlim Arts High School Street Dance Major. Yugyeom treinou 3 anos antes de debutar.

## Carreira

### Pre-Debut
Fez sua primeira aparição no reality show Who is Next: WIN da Mnet, junto com Jackson, Bambam e Mark.
Ele ganhou o segundo lugar na competição “Adrenaline House Dance Battle” em 2011.

### GOT7
Em janeiro de 2014, foi lançado o primeiro vídeo musical de Girls Girls Girls, onde debutou como um dos integrantes do GOT7. No dia seguinte, fez sua performance de estreia no M! Countdown da Mnet. O single foi bem-sucedido e alcançou o primeiro lugar em vários sites de música. O álbum de estreia Got it? alcançou o segundo lugar na semana de lançamento no Gaon Chart.

### SUB-UNIT 2019:JUS2
Em 13 de fevereiro de 2019, o vídeo oficial e fotos da sub-unit foram divulgados.Composta pelos membros JAYB e Yugyeom (GOT7), combinados como vocalista e main dancer do GOT7. Teve seu debut oficialmente com o mini álbum FOCUS, no dia 4 de março (Korea).

## SOLO
Em 18 de fevereiro de 2021, foi divulgado que ele teria assinado um contrato com a gravadora AOMG, a fim de dar início a sua carreira solo.

### EPS/ALBUNS/Singles
2021-Debut Solo :EP Point Of View:U
2022 -Single Take You Down (Feat .Coogie )
2022- Single Ponytail
2023- Single LoLo
2023-Say Nothing (Feat.LeeHI)
2024-Single La So Mi
2024-Full Album Trust me

## Programa de variedades
| Ano  | Nome                    | Membros  | Notas                                      | Ref. |
| ---- | ----------------------- | -------- | ------------------------------------------ | ---- |
| 2014 | I GOT7                  | Com GOT7 | Transmitido também no Youku Tudou na China |      |
| 2014 | Weekly Idol             | Com GOT7 | Episódios 146, 156, 177                    |      |
| 2014 | A Song for You Season 3 | Com GOT7 | Episódio 2                                 |      |
| 2015 | The Fanclub GOT7        | Com GOT7 | Transmitido na Tailândia na PPTV           |      |
| 2015 | A Song For You Season 4 | Com GOT7 | Episódio 3                                 |      |
| 2015 | Weekly Idol             | Com GOT7 | Episódio 220                               |      |
| 2015 | Running Man             | Com GOT7 | Episódio 272                               |      |
| 2016 | Running Man             | Com GOT7 | Episódio 316                               |      |